# Раевац, Филип
Филип Раевац (серб. Филип Рајевац; род. 21 июня 1992, Валево) — сербский футболист, нападающий.
В основном выступал за сербские клубы, наиболее известные среди которых «Колубара» и ОФК из Белграда. В 2015 году также выступал за польский клуб «Сярка» из Тарнобжега во Второй лиге. В 2017 году выступал за «Коканд 1912», а в течение 2018 года играл за другой узбекистанский клуб — «Бунёдкор». В декабре 2018 года подписал контракт с ташкентским «Локомотивом».